# Eugene J. Mele
Eugene John "Gene" Mele est professeur de physique à l'Université de Pennsylvanie, où il étudie les phénomènes électriques quantiques dans la matière condensée.

## Biographie
Mele est diplômé de l'Université Saint Joseph en 1972 et obtient un doctorat en physique du Massachusetts Institute of Technology en 1978. Après avoir travaillé comme assistant de recherche au Centre de recherche Xerox à Webster, New York, il est nommé professeur adjoint à l'Université de Pennsylvanie en 1981 et promu professeur titulaire en 1989. Depuis 2014, il est également professeur invité à l'Université de Loughborough au Royaume-Uni.
Avec Charles Kane, il prédit l'effet Hall de spin quantique dans le graphène qui est ensuite appelé isolant topologique invariant par inversion du temps pour les structures bidimensionnelles correspondantes. L'existence de l'effet Hall de spin quantique a depuis été vérifiée expérimentalement dans les puits quantiques de HgTe, et la perspective d'applications pour ces anciens matériaux (prédites par d'autres) a stimulé de nouveaux intérêts de recherche.
Mele et Kane reçoivent le prix Breakthrough 2019 en physique fondamentale et le prix 2018 BBVA Foundation Frontiers of Knowledge en sciences fondamentales. Ils ont précédemment reçu la médaille Benjamin Franklin de l'Institut Franklin en 2015, avec Shoucheng Zhang (en) et le prix Europhysics de la division de la matière condensée de la Société européenne de physique en 2010 avec Zhang, Hartmut Buhmann et Laurens Molenkamp. Il est élu membre de la Société américaine de physique en 2001 et de l'Académie nationale des sciences en 2019.